# 900 років «Повісті минулих літ» (срібна монета)
«900 ро́ків „По́вісті мину́лих літ“» — срібна ювілейна монета номіналом 10 гривень, випущена Національним банком України. Присвячена 900-річчю створення першого варіанта літопису «Повість минулих літ» — найвидатнішої пам'ятки літописання Київської Русі. Ця створена на початку ХІІ ст. унікальна пам'ятка давньоруського літописання містить відомості про походження та розселення східних слов'ян, утворення Київської держави, її перших князів, висвітлює зміни династій, політичні та воєнні події і є скарбницею документів, переказів, легенд тощо.
Монету було введено в обіг 20 грудня 2014 року. Вона належить до серії Духовні скарби України

## Опис та характеристики монети
| Номінал грн. | Метал            | Маса, грам   | Діаметр, мм. | Якість виготовлення | Гурт                           | Тираж, штук |
| ------------ | ---------------- | ------------ | ------------ | ------------------- | ------------------------------ | ----------- |
| 10           | срібло 925 проби | 31,1 / 33,62 | 38,6         | пруф                | гладкий із заглибленим написом | 3 000       |

### Аверс
На аверсі монети розміщено: угорі малий Державний Герб України та напис півколом «НАЦІОНАЛЬНИЙ БАНК УКРАЇНИ» на тлі стилізованої дерев'яної забудови давньоруського міста; у центрі — Хорива, Щека, Кия та сестру їх Либідь, які, за переказами, заснували Київ; унизу номінал монети — «10/ГРИВЕНЬ» та рік карбування монети 2013.

### Реверс
На реверсі монети розміщено стилізовану композицію батальної сцени, у центрі — Нестор-літописець, угорі напис — «ПОВІСТЬ/ МИНУЛИХ ЛІТ/ ХІІ СТ.»

## Автори

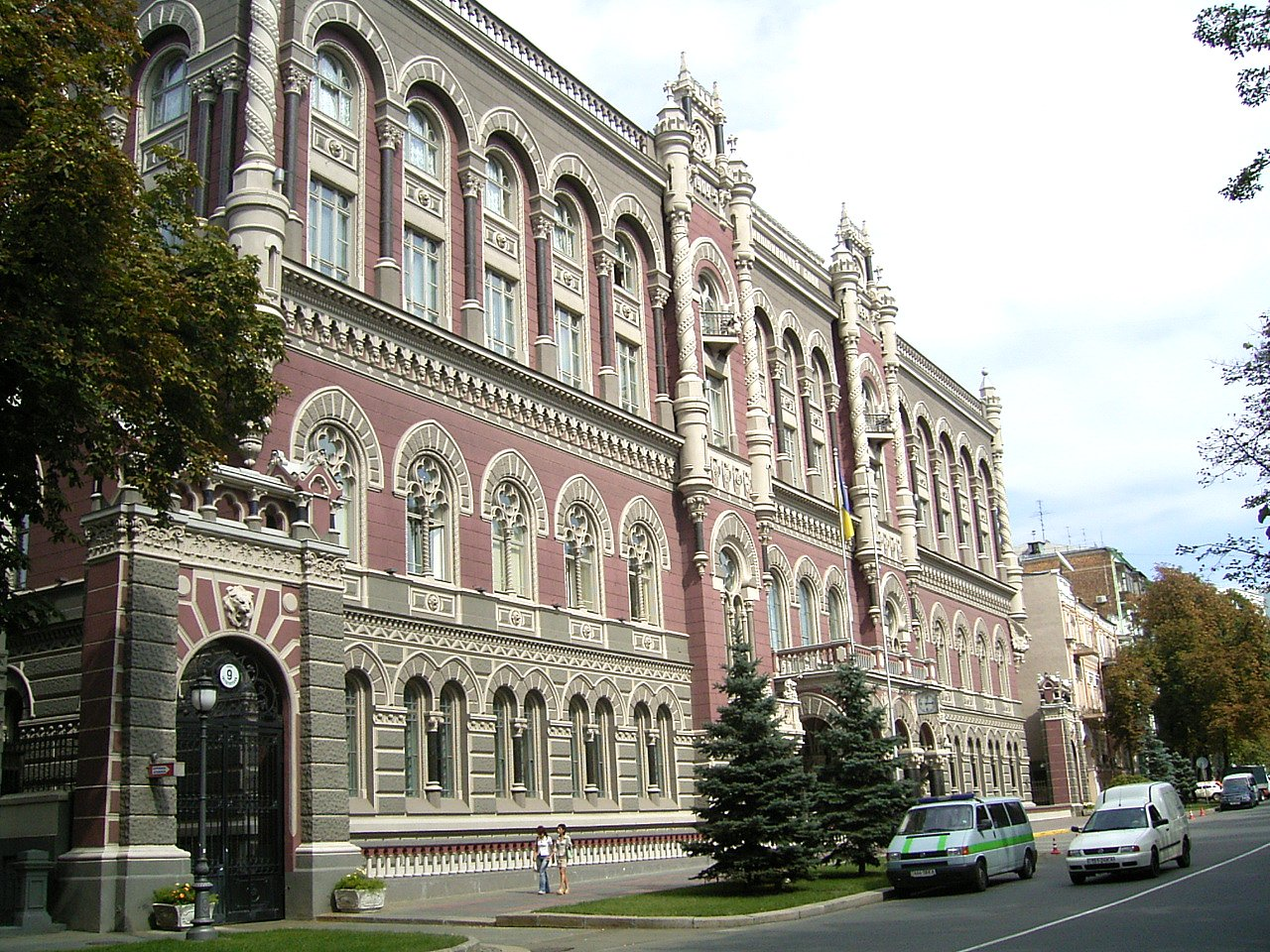
Будівля Національного банку України

- Художники: Таран Володимир, Харук Олександр, Харук Сергій.
- Скульптори: Атаманчук Володимир, Дем'яненко Володимир.

## Вартість монети
Ціна монети — 618 гривень, була вказана на сайті Національного банку України в 2014 році.
Фактична приблизна вартість монети, з роками змінювалася так:
| Рік        | 2014 | 2015 | 2016 | 2017  | 2018  | 2019  | 2020  | 2021  | 2022  | 2023  | 2024  | 2025  |
| ---------- | ---- | ---- | ---- | ----- | ----- | ----- | ----- | ----- | ----- | ----- | ----- | ----- |
| Ціна, грн. | 600  | 775  | 960  | 1 200 | 1 200 | 1 100 | 1 100 | 1 670 | 2 000 | 2 850 | 5 350 | 5 700 |